# Zweizustandssystem

schematische Darstellung eines Zwei-Zustands-Systems mit Absorption und Emission eines Energiequants

Ein Zwei-Zustands-System oder auch Zwei-Niveau-System in der Quantenmechanik ist ein einfaches, aber wichtiges Modellsystem, das zur Beschreibung vieler Situationen herangezogen werden kann. Das System kann sich nur in einem von zwei möglichen Zuständen, {\displaystyle \left|1\right\rangle } und {\displaystyle \left|2\right\rangle } benannt, oder in einer Superposition dieser zwei Zustände befinden (Bra-Ket-Notation). Diese zwei Zustände haben dabei üblicherweise unterschiedliche Energien {\displaystyle E_{1}} und {\displaystyle E_{2}}. Ein Beispiel ist etwa ein an ein Atom gebundenes Elektron, das eines von zwei Niveaus des Atomspektrums besetzen kann (Grundzustand, angeregter Zustand, siehe Abbildung rechts). Oft wird auch das Modellsystem eines quantenmechanischen Spins-1/2 (Drehimpulses) benutzt, der sich nur in zwei Einstellungen befinden kann. Zwischen den Niveaus existiert ein Übergang (z. B. ein optischer Übergang, der durch sichtbares Licht angeregt werden kann). Befindet sich das System einmal in einem der beiden Zustände, so bleibt es für immer dort, zumindest solange man das System nicht stört. Wird eine Störung in dem System eingeschaltet, so kann man beobachten, dass die Zustände ineinander übergehen können:
Befindet sich z. B. ein Elektron im Zustand {\displaystyle \left|1\right\rangle } (der energetisch niedriger liege als {\displaystyle \left|2\right\rangle }), so kann es durch einen resonant eingestrahlten Laser-Puls in den Zustand {\displaystyle \left|2\right\rangle } übergehen. Ein Elektron im Zustand {\displaystyle \left|2\right\rangle } kann durch Emission eines Photons, das die Differenzenergie {\displaystyle \Delta E=E_{2}-E_{1}=\hbar \omega } zwischen den Zuständen trägt, in den Zustand {\displaystyle \left|1\right\rangle } zurückfallen. Die nebenstehende Abbildung zeigt das schematisch.
Liegt die Störung längere Zeit an, so oszilliert die Wahrscheinlichkeit, das Atom in einem der Zustände zu finden. Nach einer halben Oszillationsdauer ist die Wahrscheinlichkeit hoch, das Atom im angeregten Zustand vorzufinden, nach einer ganzen Dauer ist es höchstwahrscheinlich wieder im Grundzustand usw. Dieses Phänomen entspricht den Rabi-Oszillationen.

## Mathematische Beschreibung im Rahmen der Quantenmechanik

### Statische Behandlung

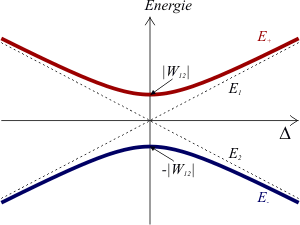
Energie-Verschiebung im gestörten Zwei-Zustands-System

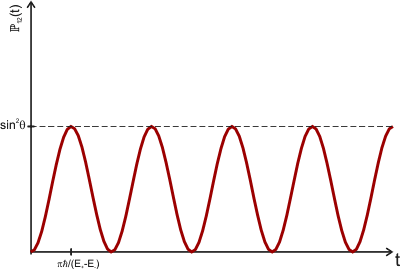
Oszillationen im QM-Zweizustandssystem

Zum gegebenen System gehört ein Hamiltonoperator {\displaystyle {\hat {H}}_{0}}. Die Zustände {\displaystyle \left|1\right\rangle ,\left|2\right\rangle } sind Eigenzustände dieses Hamiltonians zu den Eigenwerten {\displaystyle E_{1},E_{2}}:
{\displaystyle {\hat {H}}_{0}\left|n\right\rangle =E_{n}\cdot \left|n\right\rangle ,\ \ \ \ \ n\in \left\{1,2\right\}}
Wird zusätzlich zu {\displaystyle {\hat {H}}_{0}} eine hermitesche Störung {\displaystyle {\hat {W}}} eingeschaltet, so sind {\displaystyle \left|1\right\rangle ,\left|2\right\rangle } nicht mehr die Eigenzustände des neuen Hamiltonians {\displaystyle {\hat {H}}={\hat {H}}_{0}+{\hat {W}}}. Die neuen Eigenzustände seien mit {\displaystyle \left|+\right\rangle ,\left|-\right\rangle } und die neuen Eigenenergien mit {\displaystyle E_{+},E_{-}} bezeichnet. Man erhält in der {\displaystyle \{\left|1\right\rangle ,\left|2\right\rangle \}}-Basis folgende Darstellung für {\displaystyle {\hat {H}}}:
{\displaystyle ({\hat {H}})={\begin{pmatrix}E_{1}+W_{11}&W_{12}\\W_{21}&E_{2}+W_{22}\end{pmatrix}},\ \ \ \ \ W_{12}=W_{21}^{*}}
- Ist {\displaystyle W_{12}=W_{21}=0}, so verschieben sich lediglich die Energieeigenwerte; die Eigenzustände bleiben gleich. Es gilt dann:

{\displaystyle E_{-}=E_{1}+W_{11},\ \ \ \ \ E_{+}=E_{2}+W_{22}}
{\displaystyle \left|-\right\rangle =\left|1\right\rangle ,\ \ \ \ \ \left|+\right\rangle =\left|2\right\rangle }
- Im Falle {\displaystyle W_{12}=W_{21}^{*}\neq 0} nehmen wir der übersichtlicheren Darstellung wegen hier an, dass {\displaystyle W_{11}=W_{22}=0} und erhalten dann:

{\displaystyle E_{\pm }=E_{m}\pm {\sqrt {\Delta ^{2}+|W_{12}|^{2}}}}
{\displaystyle \left|+\right\rangle =\cos {\frac {\theta }{2}}\cdot e^{-i\varphi /2}\cdot \left|1\right\rangle +\sin {\frac {\theta }{2}}\cdot e^{i\varphi /2}\cdot \left|2\right\rangle }
{\displaystyle \left|-\right\rangle =-\sin {\frac {\theta }{2}}\cdot e^{-i\varphi /2}\cdot \left|1\right\rangle +\cos {\frac {\theta }{2}}\cdot e^{i\varphi /2}\cdot \left|2\right\rangle }
Dabei wurden folgende Definitionen verwendet:
{\displaystyle E_{m}={\frac {E_{1}+E_{2}}{2}};\ \ \ \ \ \Delta ={\frac {E_{1}-E_{2}}{2}};\ \ \ \ \ \tan \theta ={\frac {|W_{12}|}{\Delta }};\ \ \ \ H_{12}=|H_{12}|\cdot e^{-i\varphi }.}
Man sieht, dass in diesem Fall die Energie-Eigenwerte so verschoben werden, dass ihr Abstand größer wird:
{\displaystyle E_{+}-E_{-}>E_{2}-E_{1}}
Dieses Phänomen nennt man auch vermiedene Kreuzung (Englisch: avoided crossing oder avoided level crossing, manchmal auch level repulsion, Abstoßung der Energieniveaus), da die Energieniveaus ohne die Störung durch zwei sich kreuzende Linien dargestellt werden, während im gestörten System die Niveaus sich zwar annähern, aber nicht mehr kreuzen.

### Zeitentwicklung
Wird das System zum Zeitpunkt {\displaystyle t=0} im Eigenzustand {\displaystyle \left|1\right\rangle } präpariert, so bleibt es für alle Zeiten in diesem Zustand. Wird nun aber die Störung {\displaystyle {\hat {W}}} (mit nichtverschwindenden Nebendiagonal-Elementen) zugeschaltet, so ist die Wahrscheinlichkeit {\displaystyle P_{12}(t)}, das System zum Zeitpunkt t im Zustand {\displaystyle \left|2\right\rangle } zu finden, nicht mehr 0. Dies ist im Wesentlichen darauf zurückzuführen, dass die Zustände {\displaystyle \left|1\right\rangle } und {\displaystyle \left|2\right\rangle } keine Eigenzustände des Systems mehr sind. Aus der etwas umfangreichen Rechnung erhält man:
{\displaystyle P_{12}(t)={\frac {|W_{12}|^{2}}{|W_{12}|^{2}+\Delta ^{2}}}\cdot \sin ^{2}\left[{\frac {t\cdot {\sqrt {|W_{12}|^{2}+\Delta ^{2}}}}{\hbar }}\right]}
Diese Oszillationen zwischen den Zuständen, wie sie auch die nebenstehende Abbildung zeigt, werden auch als Rabioszillationen bzw. als Rabiflops bezeichnet.